# Parafia św. Marcina i św. Stanisława Biskupa w Rakoniewicach
Parafia św. Marcina i św. Stanisława Biskupa w Rakoniewicach – rzymskokatolicka parafia w Rakoniewicach, należy do dekanatu wolsztyńskiego archidiecezji poznańskiej. Została utworzona w XIII wieku. Kościół mieści się przy ulicy Krystyny.